# Rummenohl

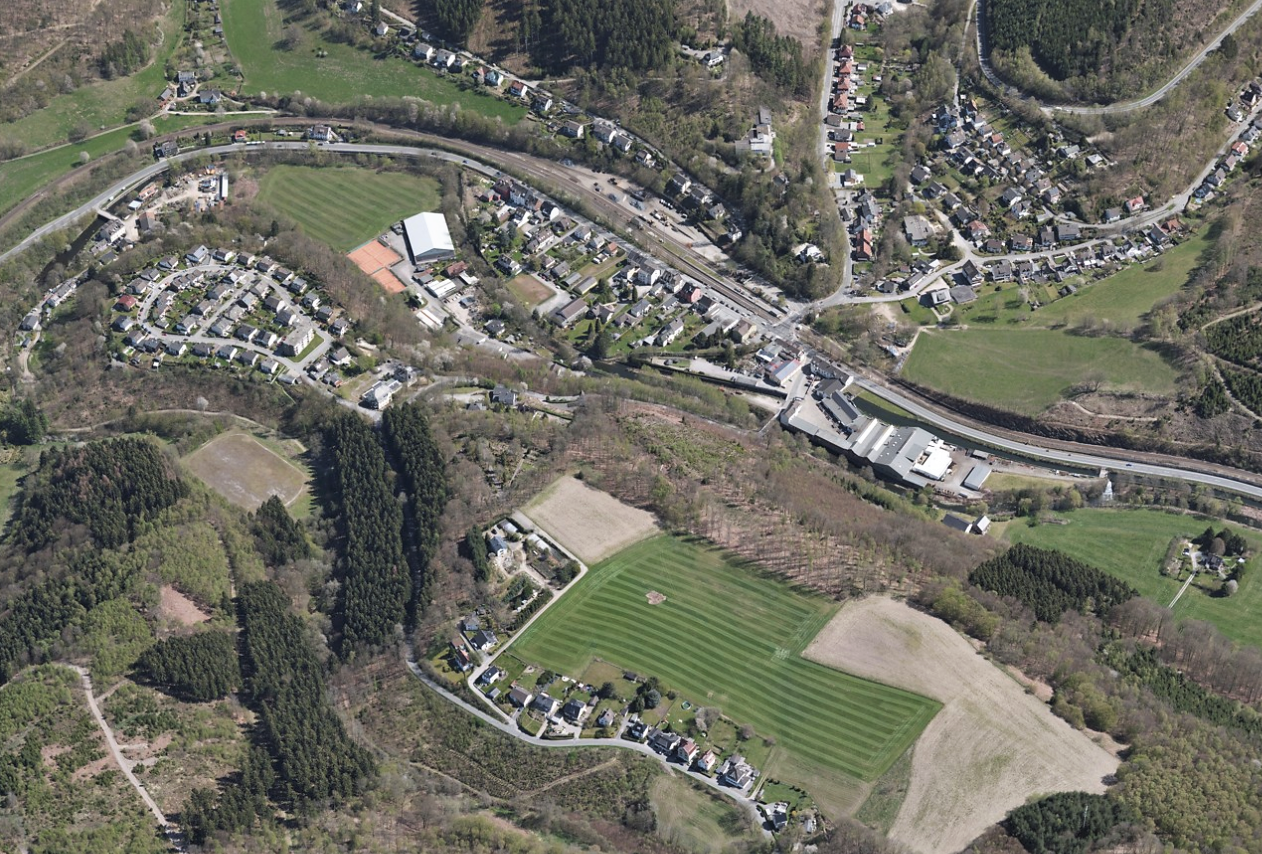
Blick auf Rummenohl im Volmetal

Rummenohl ist ein Stadtteil im Stadtbezirk Eilpe/Dahl der kreisfreien Großstadt Hagen in Nordrhein-Westfalen. Im Jahr 2018 hatte der Wohnbezirk Priorei/Rummenohl 2295 Einwohner, beide Orte mit dem ungefähr gleichen Anteil.

## Geografie
Rummenohl liegt im Volmetal südlich vom Stadtteil Priorei und nördlich der Grenze zum Märkischen Kreis. Durch den Ort führt die Bahnstrecke Hagen–Dieringhausen und die Bundesstraße 54. In Rummenohl mündet die Sterbecke in die Volme. Umgeben im Westen vom Landschaftsschutzgebiet westlich Priorei, im Osten vom Landschaftsschutzgebiet Brantenberg, Stapelberg und im Süden vom Landschaftsschutzgebiet Muhlerohl.

## Geschichte
Rummenohl war nachweislich zuerst in Besitz der reichbegüterten Herren von Volmestein. Am 15. November 1328 vertauschte Dietrich von Volmestein das Eigentum seiner Güter und die Fischerei in Rummenohl, welche Konrad von Rumenole als Lehen besaß, dem Grafen Dietrich von Limburg gegen das Eigentum an drei Höfen in Osterwick, Eving und Westhausen. Im Jahre 1364 wird im Register der limburgischen Lehen vermerkt, das auf dem hoeve toe Ruemenoilde der belehnte Engelbrechte van Rumenolde verstorben sei. Im Lehnsbuch der Abtei Siegburg von 1365 wurde Conrait van Rumenhole mit vier Gütern zo Rumynhole als Lehnsträger geführt. Die Burg der Herren von Rummenohl soll zu Krummewiese gestanden haben.
Im 15. Jahrhundert wird in Urkunden Godschalck von Rumenoel öfter erwähnt. Am 10. Februar 1419 verlieh ihm Gerhard von Kleve-Mark den Hof Eggerscheide auf Lebenszeit, am 27. Februar 1422 verpfändete derselbe ihm und seinen Erben für eine Schuld von 200 Gulden den Zoll zu Lüdenscheid. 1433 verpfändeten Graf Adolf II. von Kleve-Mark und der Amtmann von Lüdenscheid Röttger von Neuhoff die Stadt Breckerfeld an Evert von Dale und Gottschalk van Rummenoell. Gottschalk war auch in den Jahren von 1436 bis 1438 im Militärdienst des Herzogs Gerhard von Jülich-Berg. Im Jahre 1437 wird Gottschalk von Erzbischof Dietrich von Köln mit einer Rente von 15 Gulden aus dem Zoll von Bonn auf Lebenszeit belehnt. Am 29. Dezember 1441 lud die Stadt Köln Gottschalk zu einer mündlichen Verhandlung nach Köln ein. Mit Gottschalk, der 1453 noch gelebt haben soll, ist die Familie von Rummenohl, die in ihrem Wappen einen Ring führte, im Mannesstamm ausgestorben.
Nach ihnen war das Erbgut Rummenohl, genau wie das naheliegende Erbgut Mönnigfeld mit Haus Dahl vereint. Im Jahre 1499 soll auf Haus Rummenohl ein Gunterman von Plettenberg gelebt haben.

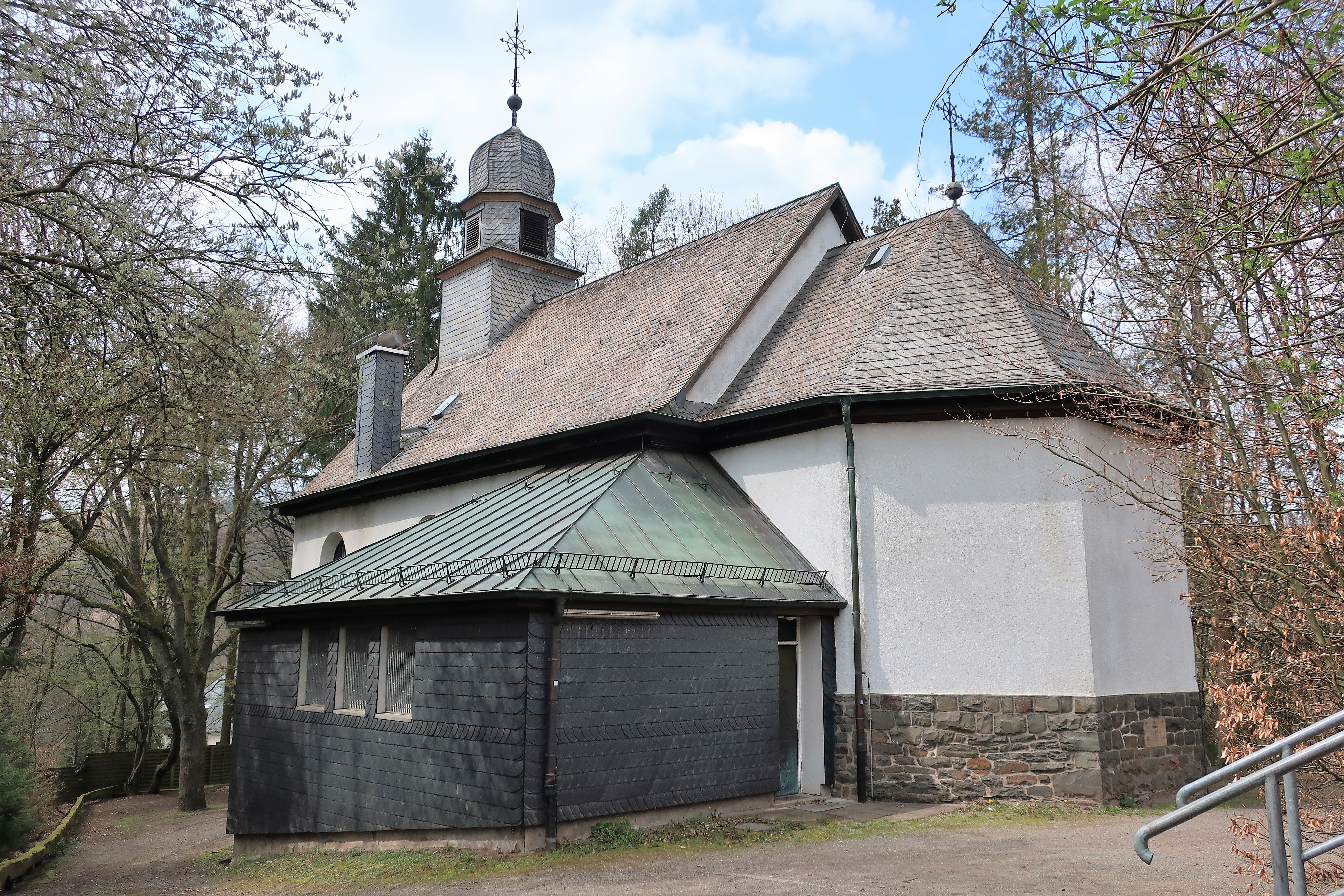
Herz-Jesu-Kirche in Rummenohl

Rummenohl gehörte ehemals in der Limburger Mark zur Bauerschaft Dahl und im Gericht Hagen zur Grafschaft Mark. Im Schatzbuch der Grafschaft Mark von 1486 werden in der Daelebecke Burschop 13 steuerpflichtige Hofbesitzer mit einer Abgabe zwischen 1 oirt (¼ Gg) und 7 Goldgulden genannt. Darunter ein Herman ter krummen wese (Krummewiese) mit 5 Goldgulden Abgabe und ein Hoeloeken to Vummenhoel mit 1 oirt Abgabe.
Der im nordwestlichen Sauerland bei Ortsbezeichnungen recht häufige Suffix -ohl bedeutet „zwischen einer Flusswindung und dem Fuß des Berges gelegener feuchter Wiesengrund“. Rummenohl ist dann „eine geräumige Wiese am Fluss“ oder auch „geräumige Talmulde“. Flöer benennt ihn als „weitläufige, in verschiedene Richtungen verlaufende Flußniederung“. Das entspricht auch genau der Lage des Ortes direkt an der Volme.
Im Jahre 1921 wurde die Kirche Herz Jesu eingeweiht. Am 1. Januar 1970 wurde die ehemals selbstständige Gemeinde Dahl, bestehend aus den Ortsteilen Dahl, Priorei und Rummenohl, in die Stadt Breckerfeld, Ennepe-Ruhr-Kreis eingemeindet. Bereits mit Wirkung vom 1. Januar 1975 beschloss der Landtag die Umgemeindung dieses Gebiets in die kreisfreie Großstadt Hagen.

### Industriegeschichte

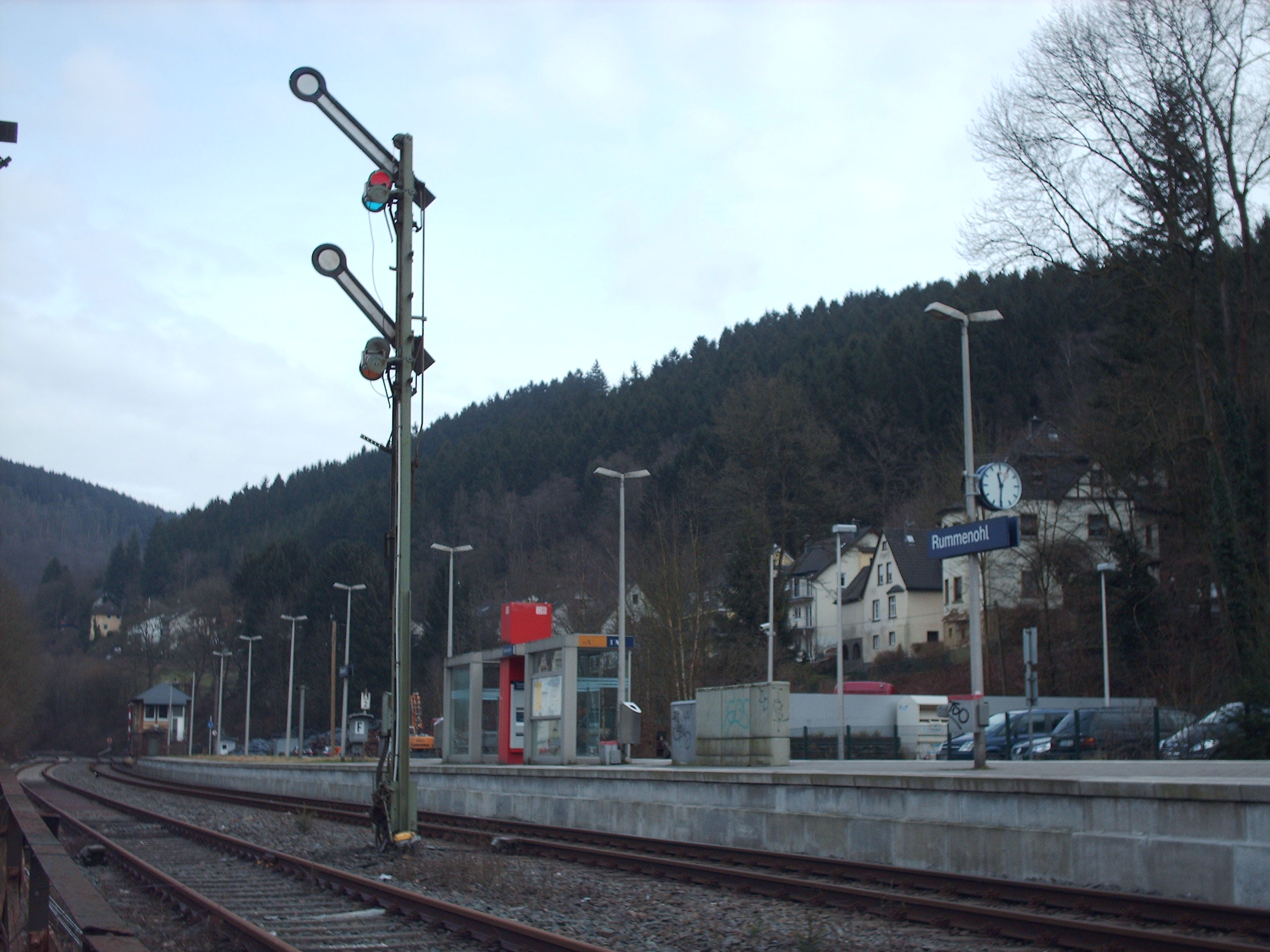
Bahnhof

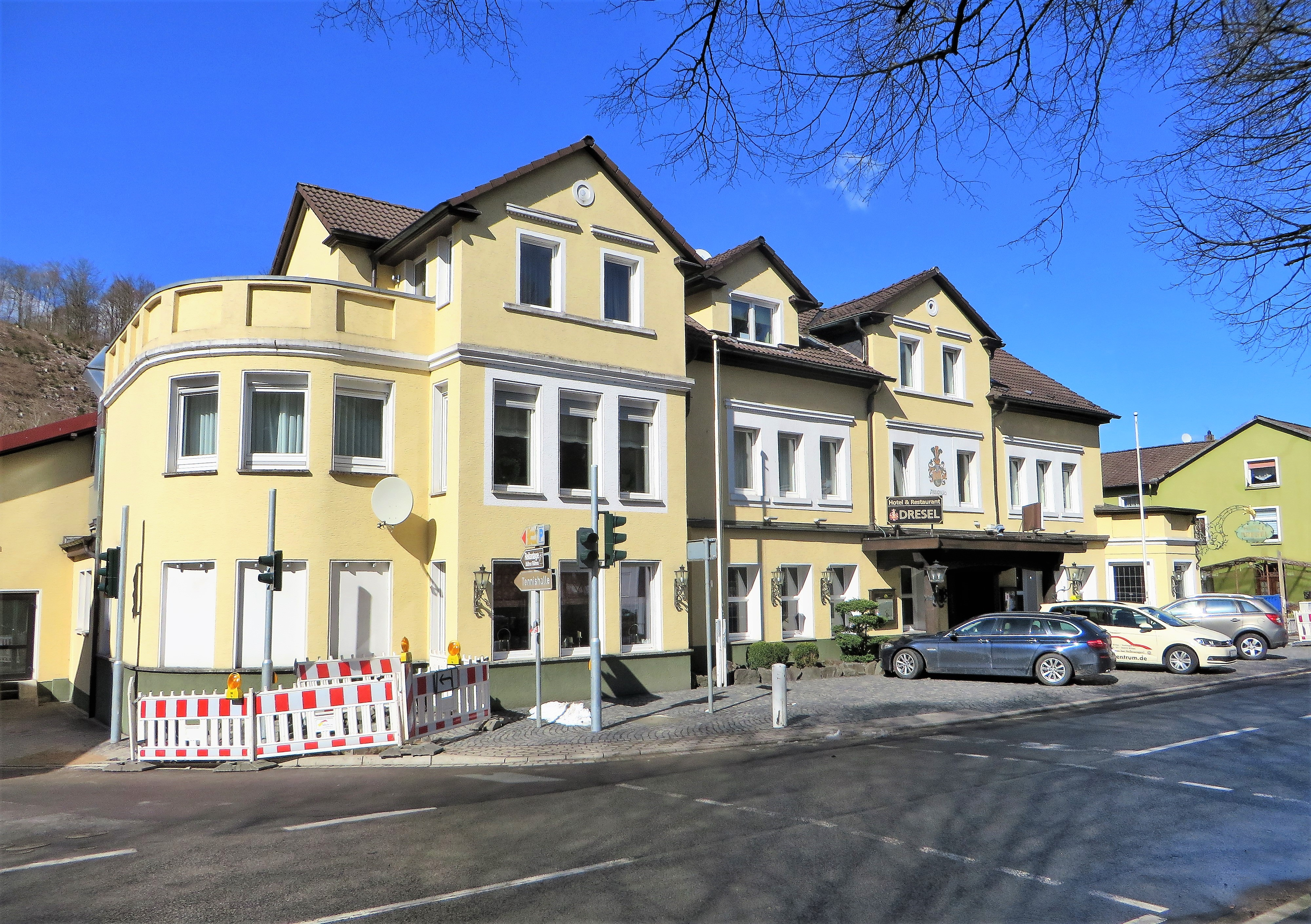
Hotel & Restaurant Dresel

Rummenohl ist seit Jahrhunderten ein Standort der Kleineisenindustrie, die die Wasserkraft der Volme zur Verarbeitung des Eisenerzes aus dem Siegerland genutzt hat. Durch die Eröffnung des Güterverkehrs von Hagen nach Brügge und weiter nach Meinerzhagen am 16. März 1874 auf der eingleisigen Volmetalbahn verbesserte sich die Anbindung an das aufstrebende Ruhrgebiet. Anfang 1996 wurde der Güterverkehr über Brügge nach Lüdenscheid eingestellt.
Es bestanden Planungen, die Volmetalbahn von Dortmund über Hagen nach Lüdenscheid als Stadtbahn umzusetzen. Die Stadtbahn sollte direkt vom Dortmunder Stadtzentrum über das Hagener Stadtzentrum bis in die Innenstadt von Lüdenscheid geführt werden. 1997 wurde dazu ein Konzept zur Regionalstadtbahn Hagen vorgestellt, was trotz des verkehrlichen Nutzens aus Kostengründen abgelehnt wurde.
Zu Beginn der 1870er Jahre wurde in Rummenohl durch Alfred Nobel eine Fabrik zur Dynamitherstellung gegründet, die am 5. Juni 1910 nach einem Blitzeinschlag explodierte.
Anfang des 20. Jahrhunderts wurde im Sterbecketal eine Pulverfabrik erbaut, die 1908 die Produktion aufnahm. Betrieben wurde diese von der Firma Castroper Sicherheitssprengstoff, im Volksmund Sprengstoff oder Gelbe Hand genannt, weil der Kontakt mit dem Chemikalien die Haut der Hände gelb färbte. In Friedenszeiten wurden hier 100 Personen beschäftigt, im  Ersten Weltkrieg stieg diese Zahl auf über 2000. Zu Kriegszeiten wurde vorwiegend Minen, Patronen und Füllungen für Granaten produziert, später wieder Sprengstoff für Straßenbau und Bergwerke. Zwischen der Volmetalbahn und dem abgelegenen Fabrikgebäude auf der Höhenlage bei Selkinghausen verkehrte eine Werksbahn, die in mehreren Serpentinen den Höhenunterschied überwand. Ab 1926 wurde die Fabrik nach und nach stillgelegt. Nach dem Zweiten Weltkrieg dienten die Gebäude als Unterkunft für Ausgebombte und Flüchtlinge. In den 1960er Jahren wurden die meisten Gebäude im Zuge des Baus der A 45 abgerissen.
Im Jahr 1901 kauften der gebürtige Hülscheider Bäckermeister Hermann Dresel und seine Frau Ida die alte Poststation in Rummenohl und gründeten die Pension Dresel, die bis in die heutige Zeit hinein Bestand hat.
1952 wurden die am Nordrand von Rummenohl gelegene Kornmühle und die ehemalige Schmiede (Krummewiese/Rummenohl) stillgelegt, die hier seit dem Jahr 1824 in Betrieb gewesen war.